# بريان جيبسون
بريان جيبسون (مواليد 10 نوفمبر 1947) هو ملاكم كندي، مثّل بلاده في الألعاب الأولمبية الصيفية 1976.

## روابط خارجية
بريان جيبسون على موقع أوليمبيديا (الإنجليزية)